# 이정국 (영화 감독)
이정국(한국 한자: 李廷國, 1957년 8월 20일 ~ )은 대한민국의 영화 감독이자 각본가이다.

## 참여 작품
- 두 여자 이야기
- 편지 (1997년 영화)
- 블루 (2003년 영화)
- 아들의 이름으로(2020) - 감독
- 반성(2019) - 감독
- 순수의 시대(2014) - 제작